# 私の魅力/LOVE²パラダイス
「私の魅力/LOVE2パラダイス」（わたしのみりょく/ラブラブパラダイス）は、THE ポッシボーの13枚目のシングル。2010年10月6日にTN-mixから発売された。

## 解説
- メジャーでの5thシングル。
- シングルとしてはTN-mixでの最後のリリースとなった。
- 初回生産限定盤A、Bと通常盤の3形態でリリースされ、初回生産限定盤Aには「私の魅力」、初回生産限定盤Bには「LOVE2パラダイス」のミュージック・ビデオとメイキング映像を収録したDVDが同梱されている。

## 収録曲

### 初回生産限定盤A、通常盤
1. 私の魅力 [4:02]
作詞・作曲：つんく、編曲：オオバコウスケ
2. LOVE2パラダイス [4:15]
作詞・作曲：つんく、編曲：平田祥一郎
3. 私の魅力（Instrumental）
4. LOVE2パラダイス（Instrumental）

#### 初回生産限定盤A付属DVD
1. 私の魅力（MUSIC VIDEO）
2. メイキング映像

### 初回生産限定盤B
1. LOVE2パラダイス [4:15]
2. 私の魅力 [4:02]
3. LOVE2パラダイス（Instrumental）
4. 私の魅力（Instrumental）

#### 初回生産限定盤B付属DVD
1. LOVE2パラダイス（MUSIC VIDEO）
2. メイキング映像

## タイアップ
私の魅力
- Music Japan TV「ナイスガールGT」9月エンディングテーマ
- 日本テレビ系「ハッピーMusic」10月パワープレイ

LOVE2パラダイス
- スリーボンド「9・29（くっつく）大賞」イメージソング